# Saison 1992-1993 de l'ECHL
Saison précédente Saison suivante
La saison 1992-1993 est la cinquième saison de la Ligue de hockey de la Côte-Est au terme de laquelle le Storm de Toledo remporte la Coupe Riley en battant en finale les Thunderbirds de Wheeling.

## Saison régulière

### Classement
| Clt   | Équipe                    | PJ | V  | D  | DP | DF | BP  | BC  | Pts |
| ----- | ------------------------- | -- | -- | -- | -- | -- | --- | --- | --- |
| +001, | Thunderbirds de Wheeling  | 64 | 40 | 16 | 2  | 6  | 314 | 223 | 88  |
| +002, | Admirals de Hampton Roads | 64 | 37 | 21 | 3  | 3  | 294 | 235 | 80  |
| +003, | Ice Caps de Raleigh       | 64 | 37 | 22 | 3  | 2  | 289 | 262 | 79  |
| +004, | Chiefs de Johnstown       | 64 | 34 | 23 | 3  | 4  | 281 | 264 | 75  |
| +005, | Renegades de Richmond     | 64 | 34 | 28 | 0  | 2  | 292 | 292 | 70  |
| +006, | Monarchs de Greensboro    | 64 | 33 | 29 | 0  | 2  | 256 | 261 | 68  |
| +007, | Rampage de Roanoke Valley | 64 | 14 | 49 | 1  | 0  | 227 | 387 | 29  |

| Clt   | Équipe                 | PJ | V  | D  | DP | DF | BP  | BC  | Pts |
| ----- | ---------------------- | -- | -- | -- | -- | -- | --- | --- | --- |
| +001, | Storm de Toledo        | 64 | 36 | 17 | 1  | 10 | 316 | 238 | 83  |
| +002, | Bombers de Dayton      | 64 | 35 | 23 | 3  | 3  | 282 | 270 | 76  |
| +003, | Knights de Nashville   | 64 | 36 | 25 | 2  | 1  | 312 | 305 | 75  |
| +004, | Panthers d'Érié        | 64 | 35 | 25 | 1  | 3  | 305 | 307 | 74  |
| +005, | Icehawks de Louisville | 64 | 30 | 27 | 2  | 5  | 302 | 293 | 67  |
| +006, | Bulls de Birmingham    | 64 | 30 | 29 | 2  | 3  | 290 | 313 | 65  |
| +007, | Chill de Columbus      | 64 | 30 | 30 | 1  | 3  | 257 | 256 | 64  |
| +008, | Cherokees de Knoxville | 64 | 19 | 39 | 4  | 2  | 212 | 323 | 44  |

- En gras : qualifié pour les séries

## Séries éliminatoires

### 1ertour
Le premier tour se joue en un seul match.
- Les Panthers d'Érié gagnent 6-2 contre les Monarchs de Greensboro.
- Les Chiefs de Johnstown gagnent 5-4 contre les Renegades de Richmond.

### 2etour
Les séries se jouent au meilleur des 5 rencontres.
- Les Thunderbirds de Wheeling gagnent 3-1 contre les Chiefs de Johnstown.
- Le Storm de Toledo gagne 3-1 contre les Panthers d'Érié.
- Les IceCaps de Raleigh gagnent 3-1 contre les Admirals de Hampton Roads.
- Les Knights de Nashville gagnent 3-0 contre les Bombers de Dayton

### 3etour
Les séries se jouent au meilleur des 7 rencontres.
- Les Thunderbirds de Wheeling gagnent 4-2 contre les IceCaps de Raleigh.
- Le Storm de Toledo gagne 4-2 contre les Knights de Nashville.

#### Finale de la Coupe Riley
La finale se joue au meilleur des 7 rencontres.
- Le Storm de Toledo gagne 4-2 contre les Thunderbirds de Wheeling.

## Trophées
| Coupe Riley :                       | Storm de Toledo                        |
| Coupe Henry Brabham :               | Thunderbirds de Wheeling               |
| Trophée John Brophy :               | Kurt Kleinendorst, Ice Caps de Raleigh |
| Meilleur joueur de la Ligue :       | Trevor Jobe, Knights de Nashville      |
| Meilleur joueur de la Coupe Riley : | Rick Judson, Storm de Toledo           |
| Meilleur recrue de l'année :        | Joe Flanagan, Bulls de Birmingham      |
| Meilleur défenseur de l'année :     | Derek Booth, Storm de Toledo           |
| Meilleur buteur :                   | Trevor Jobe, Knights de Nashville      |